# Голем100
Голем100 (англ. Golem100) — науково-фантастичний роман американського письменника Альфреда Бестера, вперше опублікований «Simon & Schuster» 1980 року.

## Зміст
Події розгортаються в 2175 році в «Гаффі», потворному та насильницькому мегалополісі, який виріс на північному сході Сполучених Штатів. Корпорації керують урядом, канібалізм є поширеним явищем, а корупція всюди. Один персонаж, Дроні Лафферті, є «знаменитим некрофілом». «Вулик» із восьми нудьгуючих багатих жінок (які називають себе «жінками-бджолами» очолюваних Регіною, бджолиною королевою) вважає, що буде весело викликати диявола, тож вони починають займатися стародавніми сатанинськими ритуалами — більшість із яких Бестер зображує за допомогою нотного запису. Не знаючи, що їхні обряди насправді діють, вони викликають не Сатану, а створюють нового міжвимірного демона Голема100.
Звір чистого зла, він приходить кожного разу, коли група практикує свій ритуал. Щоразу розростаючись і посилюючись, він починає серію зґвалтувань, тортур і вбивств.
Троє незвичайних людей відстежують демона через фізичний і духовний світи. Блез Шима – відомий хімік з винятковим нюхом, що робить його безцінним для його парфумерної компанії. Коли він починає поводитися дивно, здійснювати опівнічні прогулянки та втрачати шматки спогадів через амнезію, компанія залучає Гретхен Нанн, сліпу жінку, яка може «бачити» очима оточуючих, але також може бачити спектр за межами звичайних людських можливостей. Вона також є експертом у психодинаміці. Вона продовжує знаходити Шиму поруч зі злочинами, які, очевидно, є надзвичайно насильницькими, надзвичайно кривавими чи іншим чином надзвичайно особливими порівняно з іншими злочинами роману. Зрештою Шима доводить, що його ніс приваблює запах смерті Голема100.
Місцевий офіцер поліції Субадар Інд'дні приєднується до них, щоб з'ясувати, що стало причиною сплеску насильства. Інд'дні, індуїстський філософ із вищої касти, налаштований скептично, але зрештою переконується в існуванні демона. Дослідники приймають «радіоактивні ізотопні» ліки, щоб допомогти їм у пошуках альтернативного виміру походження Голема100. Голем100 виявляється монстром із колективного несвідомого «жінок-бджіл», які виховали монстра зі своїх Ід. 
Щоб знищити Голема100, Шима підлаштовує вбивство Регіни некрофілом Лафферті.
Гретхен вбиває конкуруючих «жінок-бджіл» і стає королевою «вулика», приймаючи Шиму за трутня, вона жорстоко використовує його, калічить та вбиває.
Сила Голема100 остаточно оволодіває Інд'дні, і він стає Големом101.

## Стиль
Експерименти Бестера починаються з назви: використання верхнього індексу, здається, підносить силу монстра — не просто демонічнішого, а демонічнішого в 100-му степені. Це твір з математичними рівняннями, які використовуються для опису персонажів у початковій главі, і нотним записом в ритуалах виклику демонів «бджолами».
Подібним чином Бестер використовує не буквено-цифрові символи клавіатури або розташовує діалоги під різними кутами на сторінці, і в інших його оповіданнях, особливо в його першому романі «Зруйнована людина», у якому містер Аткінс пише своє ім’я @tkins, і фрази в розмові між телепатами перемежовуються як решітка правих, лівих, верхніх, нижніх і діагональних напрямків. В «Зірки — мета моя» текст освітлюється блискітками, рамками із зірочками (***) і кольоровими фразами (зеленим, червоним і індиго). У Голем100, коли дослідники занурюються в наркотичні пошуки вбивці, текст використовує змінні шрифти та переплітається з ілюстраціями Джека Гогана.
У діалогах Бестера завжди був присутній хіпстерський сленг 1940-х і 50-х років — або його неологізми, але тут він додає запис потоку свідомості, новий для його творчості з часів оповідання «Fondly Fahrenheit».

## Рецензії
Артур Д. Главаті, редактор The New York Review of Science Fiction, писав, що Бестер повернувся до написання наукової фантастики «у сімдесятих роках, лише щоб дати ненавмисний приклад своєї власної теми незмінності минулого. Його довгоочікуваний роман під назвами «Індіанець», «Екстра» та «Зв'язок із комп'ютером» став великим розчаруванням — заплутаним багатством старих ідей і трюків. Наступний, «Голем100», був ще гіршим, огидним і непослідовним. Бестер, здавалося, показував своїй аудиторії загальне зло людства та — тему, яка раніше була набагато слабшою — війну статей. Або зараз він вирішив чітко висловити повідомлення, або він відчув, що ілюстрації Джека Гогана — найкраща частина твору, є достатніми самі по собі.
(Чарльз Платт повідомим мені, що Бестер створив свої власні ілюстрації, але були проблеми з авторським правом. У будь-якому випадку, його талант згас до такого рівня, що він уже не міг донести своє повідомлення словами.)
Kirkus Reviews писав: «Епатажний, непостійний, блискучий Бестер повертається — із щедрою, остаточно незадовільною сумішшю фентезі, окультизму, наукової фантастики та психо-балаканини... У цьому фентезі є чим захоплюватися — його сатира та спонтанність, але десь на цьому шляху піднесений настрій згущується у величезне самозадоволення, а привабливо грамотний талант переходить у шулерство. Соковита цікавість, яку лише завзяті спостерігачі за големами захочуть побачити до спотвореного фіналу».
Чайна М'євіль описав його як «надзвичайний, неприємний, часом садистський твір, який шокує вас своїм гротеском і сексуальним насильством, але також, не менш тривожним тремтінням, своєю неповагою до тексту. Кілька перших сторінок займає музична нотація, а Розділ 13 є одкровенням. Він структурований повносторінковими ілюстраціями Джека Ґоґена, через які проходять рядки тексту. Зображення є двигуном, упорядковуючи наявну мову, викликаючи благоговіння, а на останній сторінці спалах раптового безтекстового терору... гидко фантазійна антиутопія в жанрі фантастики».
Дейвід Ленгфорд назвав книгу «справді жахливою».